# Boitzenhagen
Boitzenhagen ist eine Ortschaft der Stadt Wittingen im niedersächsischen Landkreis Gifhorn.

## Geographie
Boitzenhagen ist die südlichste Ortschaft der Stadt Wittingen.

## Geschichte
In der Franzosenzeit gehörte Boitzenhagen von 1810 bis 1813 zum Kanton Wittingen im Departement der Nieder-Elbe, ab 1811 im Departement der Elbe, des Königreichs Westphalen. 1859 wurde das Amt Knesebeck, zu dem Boitzenhagen gehörte, aufgehoben und Boitzenhagen dem Amt Isenhagen zugelegt. 1885 wurde der Kreis Isenhagen gegründet, dem Boitzenhagen angehörte. 1932 wurde der Kreis Isenhagen aufgelöst, seitdem gehört Boitzenhagen zum Landkreis Gifhorn.
Am 1. März 1974 wurde die Gemeinde Boitzenhagen in die Gemeinde Ohrdorf eingegliedert. Bereits am 1. April 1974 wurde die Gemeinde Ohrdorf in die Stadt Wittingen eingegliedert.

### Einwohnerentwicklung
| Jahr      | 1910 | 1925 | 1933 | 1939 | 2008 | 2013 | 2017 | 2021 |
| --------- | ---- | ---- | ---- | ---- | ---- | ---- | ---- | ---- |
| Einwohner | 176  | 190  | 200  | 200  | 250  | 246  | 238  | 231  |

## Religion
Boitzenhagen ist seit der Reformation protestantisch geprägt, verfügt jedoch über keine Kirche.
Evangelisch-lutherische Einwohner gehören zur Kirchengemeinde Ehra der Evangelisch-lutherischen Landeskirche Hannovers mit der Michaelis-Kirche in Ehra, Katholiken gehören zur Pfarrei Wittingen des Bistums Hildesheim mit der St.-Marien-Kirche in Wittingen.

## Politik
Ortsvorsteher ist Klaus Palluck.

## Kultur und Sehenswürdigkeiten

### Bauwerke
Als Baudenkmal sind im Denkmalatlas Niedersachsen zwei Wegweiser verzeichnet.
Das Kriegerdenkmal auf dem Friedhof erinnert an die Gefallenen und Vermissten der beiden Weltkriege aus Boitzenhagen.

### Grünflächen und Naherholung

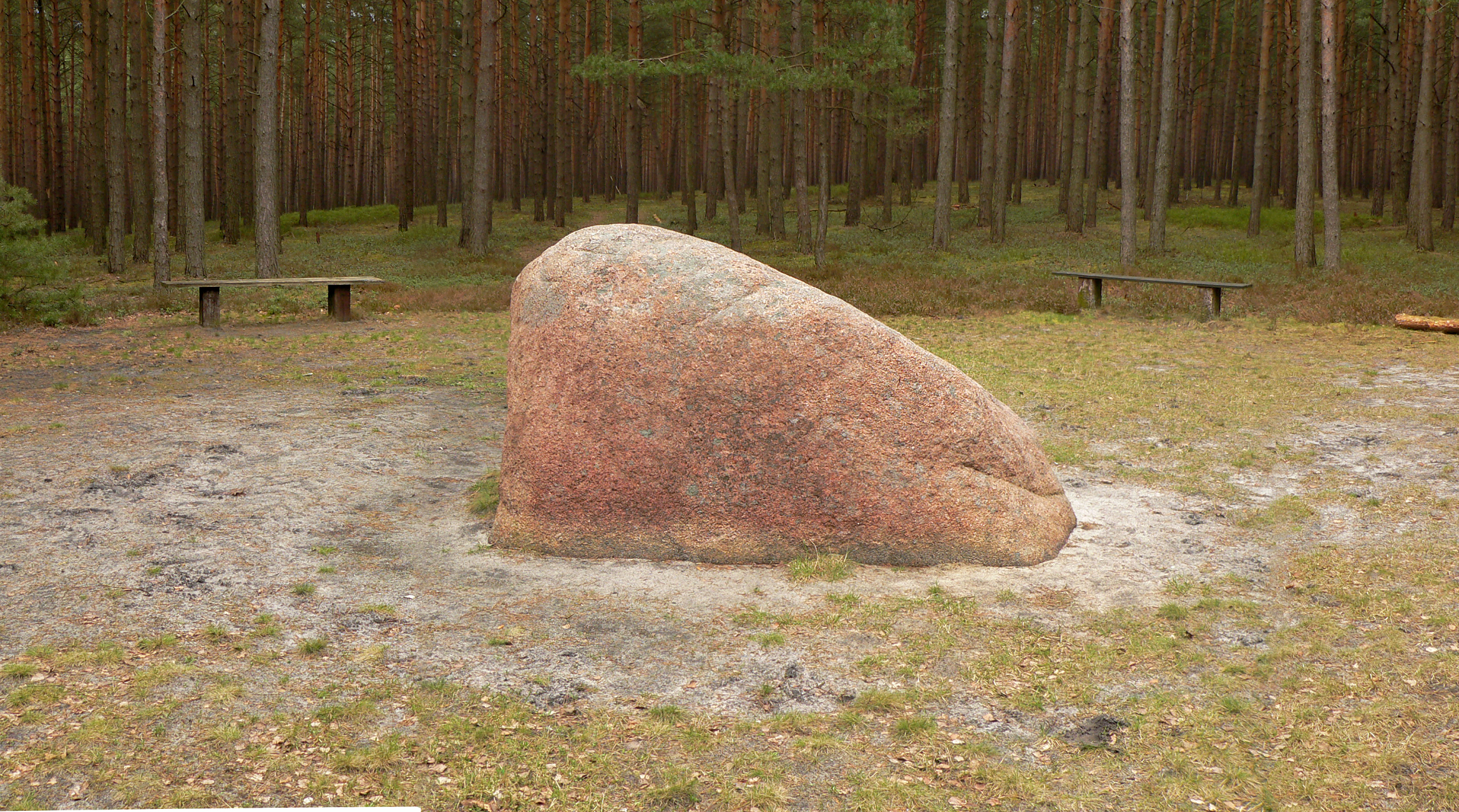
Bickelstein

Im Dorf Boitzenhagen befindet sich der Dorfteich. Ein Wochenendhausgebiet, Waldsiedlung genannt, befindet sich am südlichen Ortsrand von Boitzenhagen.
Im Waldgebiet der Bickelsteiner Heide südlich von Boitzenhagen, jedoch schon zu Ehra-Lessien gehörend, liegt der Bickelstein, ein 2,5 Meter langer und 1,2 Meter hoher eiszeitlicher Findling aus rötlichem Granit. Der Stein, der der bekannteste Findling im Raum Wolfsburg-Gifhorn und das Wahrzeichen der Gemeinde Ehra-Lessien ist, trägt hufeisen- und kreuzähnliche Markierungen. Die Kleine Aller entspringt rund drei Kilometer östlich von Boitzenhagen nahe dem Dorf Wiswedel.

### Sport
Der Schützenverein Boitzenhagen von 1903 e. V. widmet sich dem Sportschießen.

## Wirtschaft und Infrastruktur

### Unternehmen
In Boitzenhagen steht ein Postbriefkasten. Die Poststelle II Boitzenhagen, die nach der Eingemeindung nach Wittingen die Bezeichnung Wittingen 7 trug, wurde geschlossen.
Auch die Gaststätte und das Lebensmittelgeschäft wurden geschlossen. Eine Einkaufsmöglichkeit für Lebensmittel besteht nur noch in einem Hofladen, Gastronomie ist in Boitzenhagen nicht mehr vorhanden.
Das Testgelände Ehra-Lessien der Volkswagen AG befindet sich rund drei Kilometer westlich von Boitzenhagen.

### Öffentliche Einrichtungen
Boitzenhagen verfügt über eine Freiwillige Feuerwehr und ein Feuerwehrhaus. Das Dorfgemeinschaftshaus wurde in der ehemaligen Schule eingerichtet, das von 2014 bis 2017 sanierte Gebäude ist noch heute an seinem Dachreiter zu erkennen. Für Kinder steht ein Spielplatz zur Verfügung.
Der Friedhof verfügt über eine Friedhofskapelle und einen freistehenden Glockenturm mit einer Glocke. Auf dem Friedhof steht auch das Kriegerdenkmal zur Erinnerung an die Opfer der beiden Weltkriege.

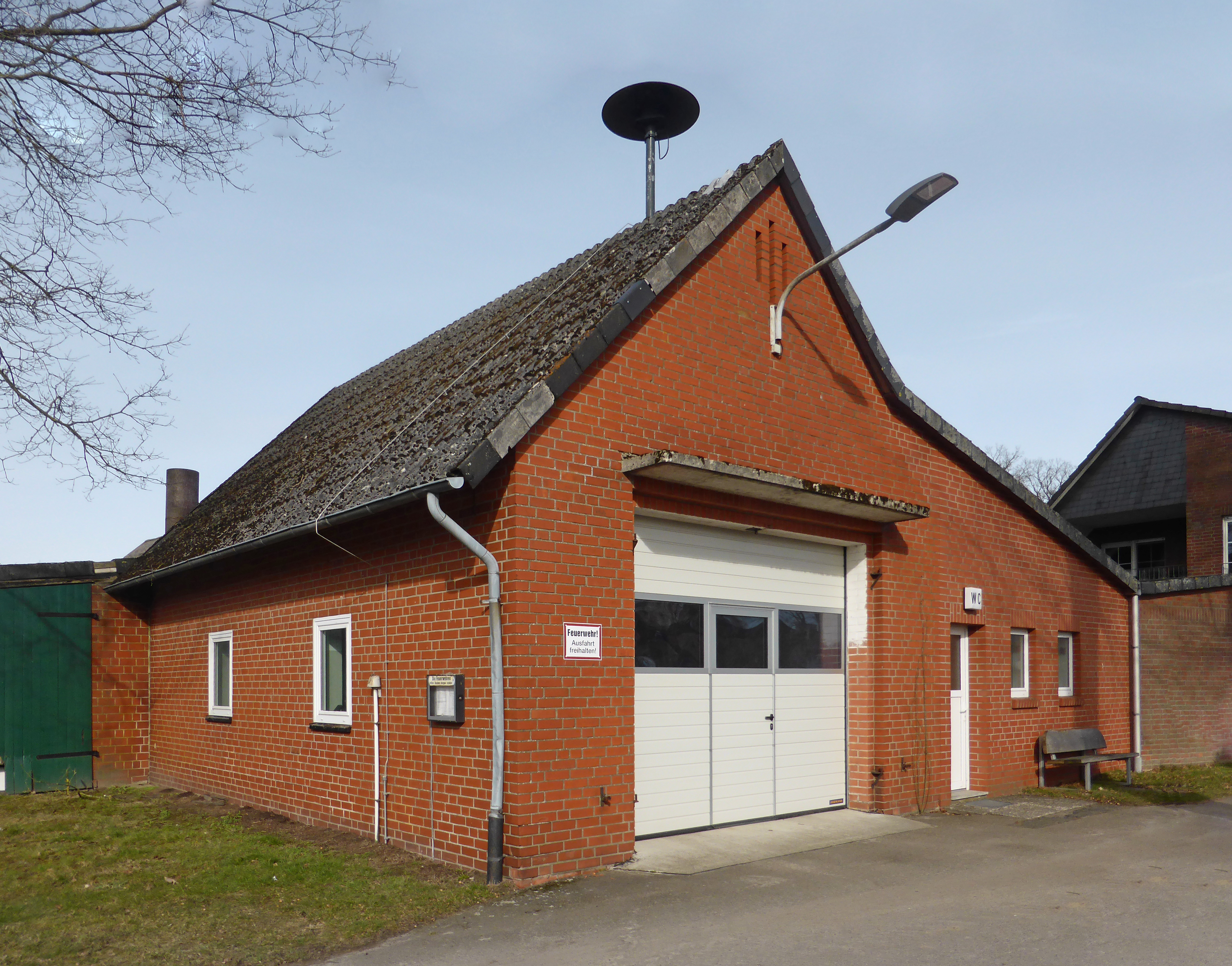
Feuerwehrhaus
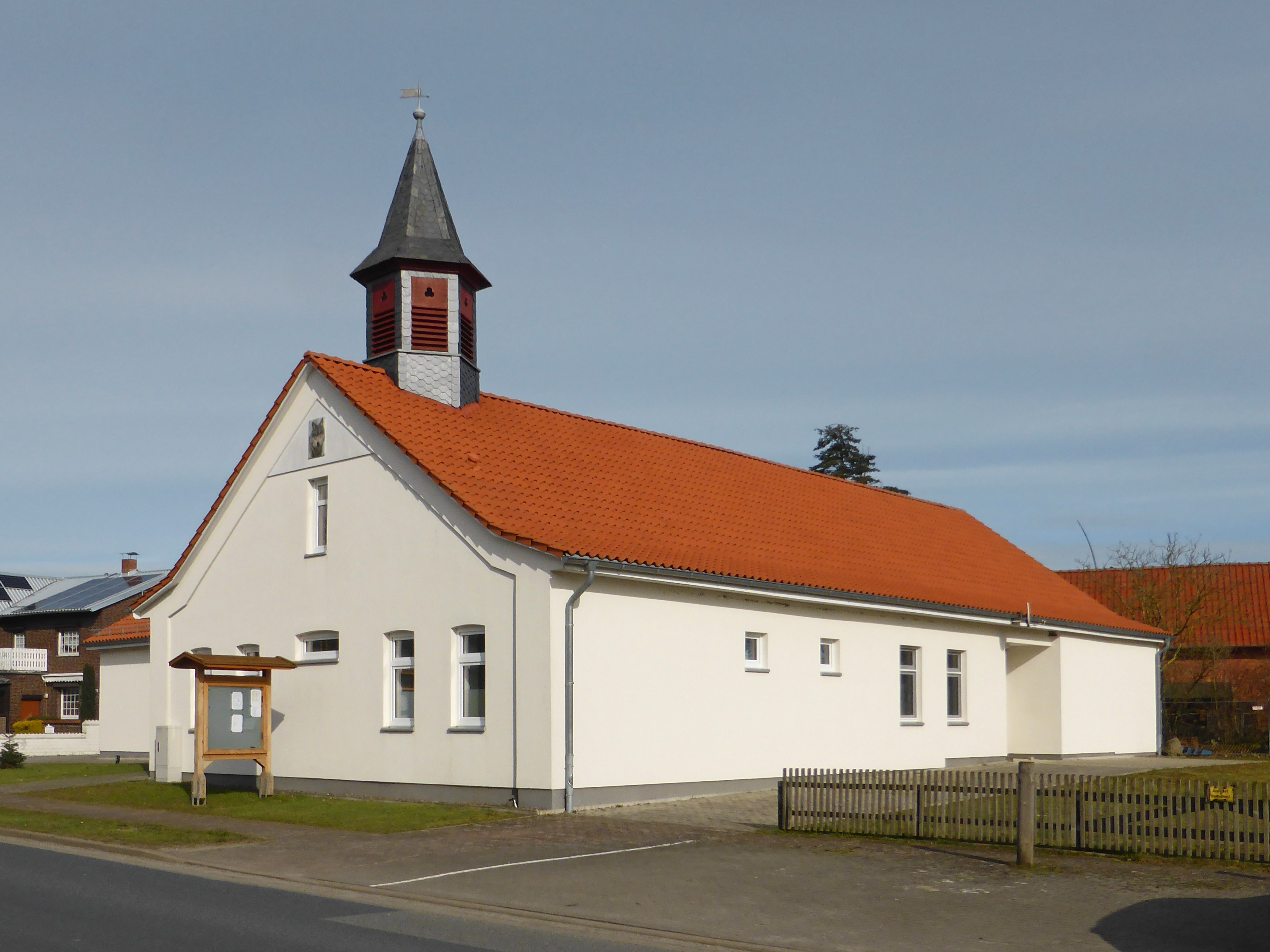
Dorfgemeinschaftshaus (ehemalige Schule)
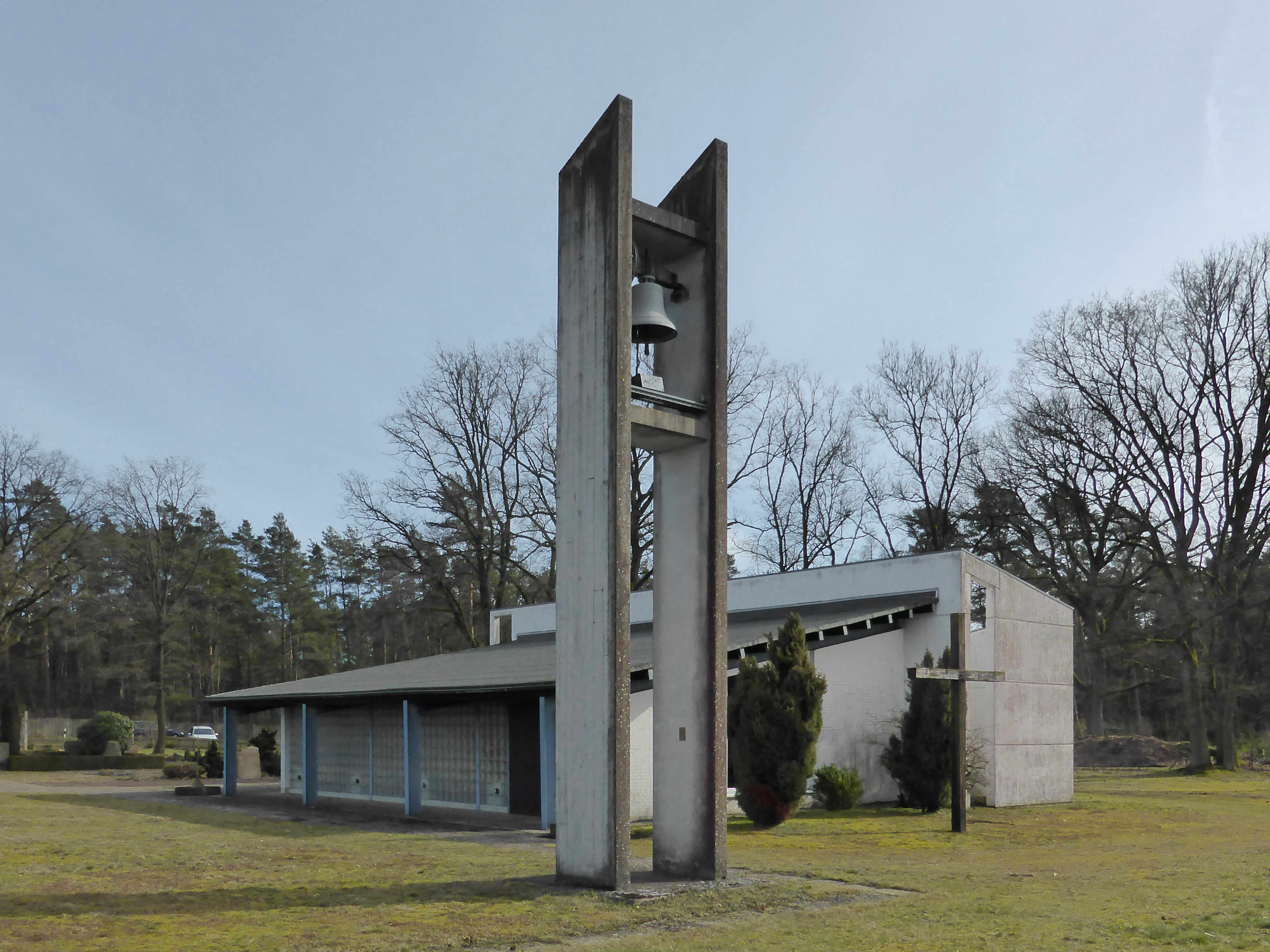
Friedhofskapelle
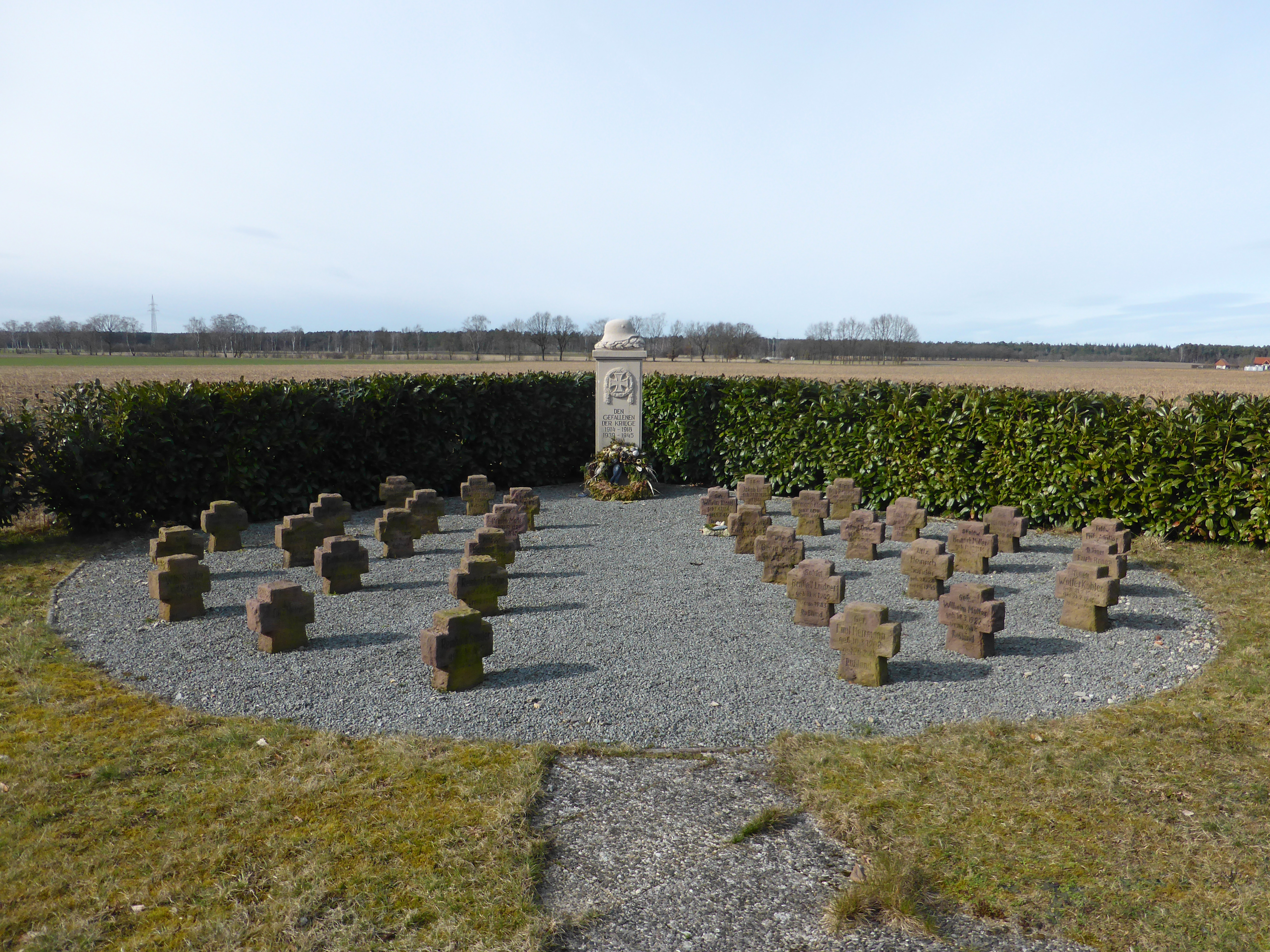
Kriegerdenkmal

### Bildung
Die Schule wurde geschlossen und das um 1874 erbaute Schulgebäude zum Dorfgemeinschaftshaus umgebaut.

### Verkehr

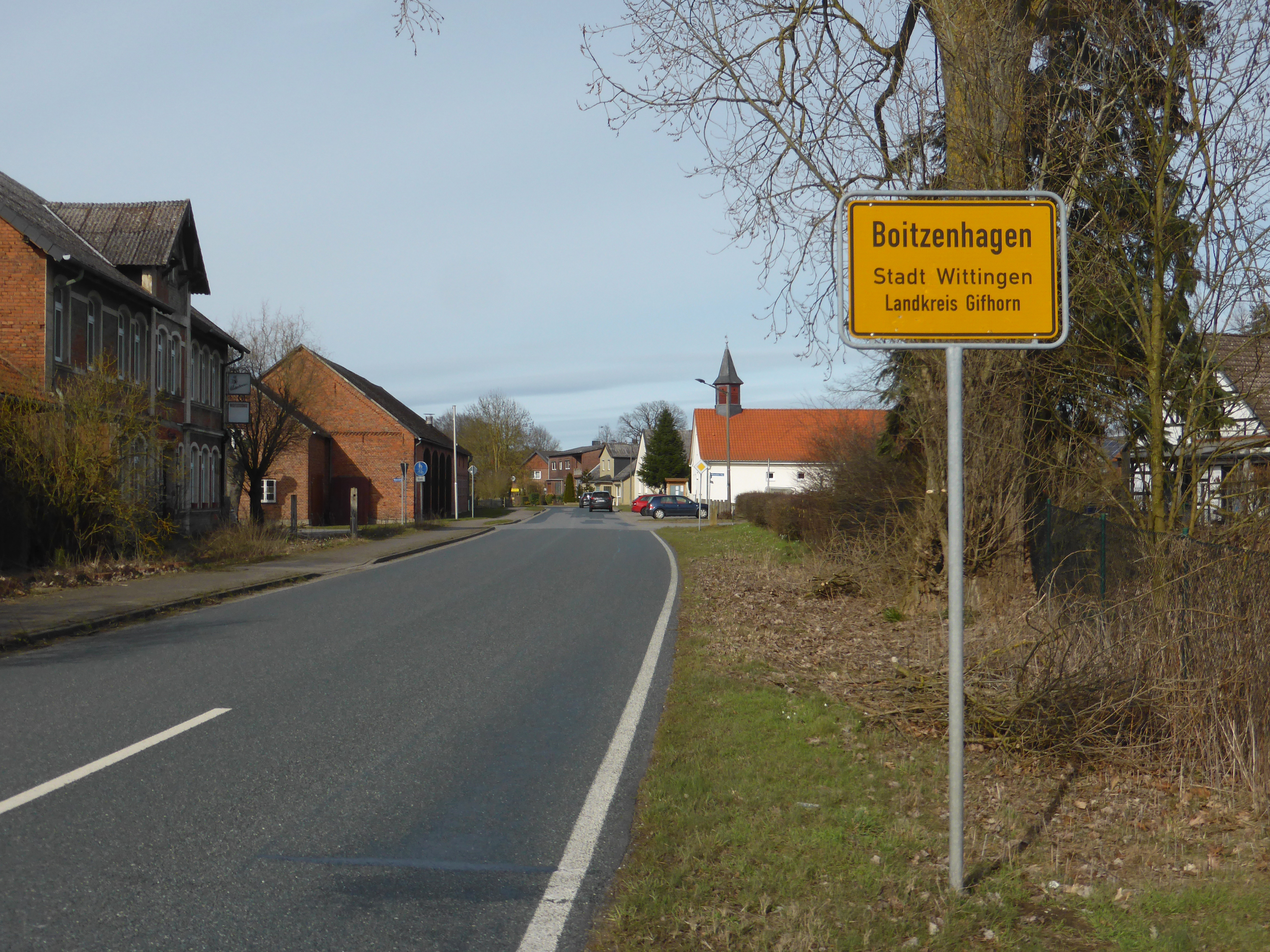
Landesstraße 288 mit Ortseingang von Boitzenhagen, links vorn die ehemalige Gaststätte

Die Landesstraße 288 verläuft in Nord-Süd-Richtung durch Boitzenhagen, in der Ortslage von Boitzenhagen wird sie als Bickelsteinstraße bezeichnet. Die Landesstraße 288 beginnt am Südrand von Ohrdorf an der Bundesstraße 244 und führt über Schneflingen nach Boitzenhagen und weiter bis nach Ehra, wo sie an der Bundesstraße 248 endet.
Die Kreisstraße 23 beginnt in Radenbeck an der Bundesstraße 244 und führt bis nach Boitzenhagen, wo sie an der Landesstraße 288 endet. In Boitzenhagen trägt die Kreisstraße 23 die Bezeichnung Radenbecker Straße.
Außer den beiden Durchgangsstraßen, der Bickelsteinstraße und der Radenbecker Straße, sind alle Straßen in der Ortslage von Boitzenhagen als Tempo-30-Zonen ausgewiesen.
Linienbusse fahren an Schultagen von Boitzenhagen im Norden über Schneflingen bis nach Wittingen, im Osten nach Radenbeck, und im Süden über Ehra bis nach Lessien. An anderen Tagen stehen Anruf-Linien-Taxis zur Verfügung.